# Ngiri (rivier)
De Ngiri (of Giri) is een zijrivier van de Ubangi die zuidwaarts stroomt door de provincies Zuid-Ubangi en Evenaar van de Democratische Republiek Congo.
De Ngiri ontspringt iets noordelijk van de stad Kungu in het Kungu-gebied. Hij vormt de grens tussen dit gebied en het Budjala-gebied in het oosten, en vervolgens de grens met het Bomongo-gebied in het zuiden. Daarna stroomt de rivier in zuidelijke richting door de stad Bomongo op de rechteroever, en mondt verder zuidwaarts uit in de Ubangi.
De Ngiri-rivier stroomt van noord naar zuid door het centrum van het Ngiri-reservaat. Een brede oeverzone van de Ngiri bestaat uit afwisselend moerassig grasland-savanne, moerasbossen en seizoensgebonden overstroomde bossen. De savanne wordt in het droge seizoen vaak in brand gestoken. De Ngiri stroomt langzaam, met veel meanders, en splitst zich soms in meer dan één kanaal. Het water is erg donker. Tijdens hoogwaterperiodes is het mogelijk om per kano van de Ubangi door kleine kanalen van de Ngiri naar de Kongostroom te peddelen.